# Teal Bunbury
Teal Bunbury (Hamilton, 1990. február 27. –) amerikai válogatott labdarúgó, a Nashville csatára.

## Pályafutása

### Klubcsapatokban
Bunbury a kanadai Hamilton városában született. Az ifjúsági pályafutását a Valley United Juventus akadémiájánál kezdte.
2010-ben mutatkozott be a Sporting Kansas City észak-amerikai első osztályban szereplő felnőtt keretében. 2014-ben a New England Revolution-höz igazolt. 2021. december 12-én szerződést kötött a Nashville együttesével. Először a 2022. február 28-ai, Seattle Sounders ellen 1–0-ra megnyert mérkőzés 71. percében, C.J. Sapong cseréjeként lépett pályára. Első gólját 2022. július 24-én, a Cincinnati ellen idegenben 1–1-es döntetlennel végződő találkozón szerezte meg.

### A válogatottban
Bunbury az U23-as korosztályú válogatottban is képviselte Amerikát.
2010-ben debütált a felnőtt válogatottban. Először a 2010. november 17-ei, Dél-Afrikai Köztársaság ellen 1–0-ra megnyert mérkőzés félidejében, Robbie Findleyt váltva lépett pályára. Első válogatott gólját 2011. január 22-én, Chile ellen 1–1-es döntetlennel zárult barátságos mérkőzésen szerezte meg.

## Statisztikák
2023. június 18. szerint
| Klub                   | Szezon   | Osztály  | Bajnokság | Bajnokság | Kupa  | Kupa | Nemzetközi | Nemzetközi | Összesen | Összesen |
| Klub                   | Szezon   | Osztály  | Meccs     | Gól       | Meccs | Gól  | Meccs      | Gól        | Meccs    | Gól      |
| ---------------------- | -------- | -------- | --------- | --------- | ----- | ---- | ---------- | ---------- | -------- | -------- |
| New England Revolution | 2014     | MLS      | 36        | 6         | 0     | 0    | —          | —          | 36       | 6        |
| New England Revolution | 2015     | MLS      | 31        | 4         | 0     | 0    | —          | —          | 31       | 4        |
| New England Revolution | 2016     | MLS      | 27        | 2         | 3     | 3    | —          | —          | 30       | 5        |
| New England Revolution | 2017     | MLS      | 28        | 7         | 3     | 1    | —          | —          | 31       | 8        |
| New England Revolution | 2018     | MLS      | 32        | 11        | 0     | 0    | —          | —          | 32       | 11       |
| New England Revolution | 2019     | MLS      | 33        | 6         | 2     | 2    | —          | —          | 35       | 8        |
| New England Revolution | 2020     | MLS      | 27        | 8         | 0     | 0    | —          | —          | 27       | 8        |
| New England Revolution | 2021     | MLS      | 30        | 3         | 0     | 0    | —          | —          | 30       | 3        |
| New England Revolution | Összesen | Összesen | 244       | 41        | 8     | 6    | 0          | 0          | 252      | 47       |
| Nashville              | 2022     | MLS      | 18        | 5         | 0     | 0    | 1          | 0          | 19       | 5        |
| Nashville              | 2023     | MLS      | 18        | 2         | 1     | 0    | —          | —          | 19       | 2        |
| Nashville              | Összesen | Összesen | 36        | 7         | 1     | 0    | 1          | 0          | 38       | 7        |
| Összesen               | Összesen | Összesen | 280       | 48        | 9     | 6    | 1          | 0          | 290      | 54       |

### A válogatottban
| Válogatott       | Év       | Pályára lépés | Gól |
| ---------------- | -------- | ------------- | --- |
| Egyesült Államok | 2010     | 1             | 0   |
| Egyesült Államok | 2011     | 1             | 1   |
| Egyesült Államok | 2012     | 2             | 0   |
| Összesen         | Összesen | 4             | 1   |

#### Góljai a válogatottban
| # | Időpont          | Helyszín                                                      | Ellenfél | Gólok | Eredmény | Kiírás              |
| - | ---------------- | ------------------------------------------------------------- | -------- | ----- | -------- | ------------------- |
| 1 | 2011. január 22. | Dignity Health Sports Park, Carson, Amerikai Egyesült Államok | Chile    | 1–1   | 1–1      | Barátságos mérkőzés |

## Sikerei, díjai
Sporting Kansas City
- MLS
  - Bajnok (1): 2013

- US Open Cup
  - Győztes (1): 2012

New England Revolution
- MLS
  - Döntős (1): 2014

- US Open Cup
  - Döntős (1): 2016

Nashville
- Leagues Cup
  - Ezüstérmes (1): 2023